# Unač
Unač (cyr. Унач) – wieś w Czarnogórze, w gminie Plužine. W 2011 roku liczyła 22 mieszkańców.